# يوني موغ
يوني موغ تلفظ [ˈu:nɪmɔk] هي سلسلة من شاحنات الدفع الرباعي متوسطة الحجم متعددة الإستعمالات بواسطة الصانع الألماني مرسيدس بنز.
بيعت السيارة في الولايات المتحدة وكندا تحت اسم فريدلاينر يونيماج. أخذت شركة دايملر بنز على عاتقها تصنيع يونيماج في عام 1951، ويتم بناؤها حاليا في مصنع شاحنات مرسيدس في فورث آم راين في ولاية راينلند بالاتينات في ألمانيا. مصنع مرسيدس بنز تورك أيه.أس. يقوم بتجميع الشاحنة في آق سراي في تركيا. تجمع الشاحنة أيضا في الجزائر في مصنع الشركة الوطنية للعربات الصناعية في رويبة ، وفي الأرجنتين حتى السنوات الأولى من ثمانينات القرن الماضي، في مصنع غونزاليس كاتان.